# Niéna
Niéna è un comune rurale del Mali facente parte del circondario di Sikasso, nella regione omonima.